# Різенко Іван Федорович
Різенко Іван Федорович (нар.1757, м. Київ — р., м. см, невід.) — доктор медицини, надвірний радник.
Народився у сім'ї райці Київського магістрату Федора Васильовича Різенка та Анастасії Лаврентіївни Різенко (1777 Анастасія вже була вдовою). Родина мала свій двір у Києві на Подолі, в парафії Воскресенської церкви, та хутір з дібровою, винокурнею, земельним наділом на Сирці (тепер в межах Києва). Походили з роду Різенків.
Різенко навчався в Києво-Могилянській академії (1766- 78) «от нижних классов до школы философии», в якій був три з половиною місяці «с успехом хорошим». Добре знав латину, продовжив освіту в Московській генеральній сухопутній госпітальній школі. В атестаті, виданому Різенку Київським магістратом 12.01.1778 й підписаному війтом Григорієм Пивоваровим, бургомістром Димитрієм Олександровичем та райцею Миколою Леонтовичем, сказано, що він «житія чеснаго й безпородного».
Здобувши медичну освіту, з 1786 служив підлікарем в м. Гродно (тепер Республіка Білорусь). Того ж року приписаний до дворянського стану. Повернувся до Києва, де продовжив службу штаб-лікарем у Київському військовому госпіталі. Мав старшого брата Дмитра Федоровича Різенка, штаб-лікаря у відставці (згад. 1817). Ймовірно, що й він здобув освіту в КМА.